# Peißen, Salzland
Peißen là một đô thị thuộc huyện Salzland, bang Saxony-Anhalt, Đức.